# Al filo de lo imposible
Al filo de lo imposible, también llamado "Al filo", es un programa de televisión emitido por La 2 en España. Consiste en una serie de documentales de alta calidad fotográfica que tiene como temática común la aventura y la exploración de lugares salvajes y de alto riesgo de la Tierra, como la escalada de cimas de más de 8000 metros, la exploración de los casquetes polares, travesías en vuelo libre, el buceo a grandes profundidades, etc. Esta serie de más de doscientos documentales de deporte de aventura y riesgo, con bellas imágenes filmadas en algunos de los lugares más remotos del planeta, es uno de los "clásicos" de esta televisión pública con sus más de 35 años en antena.
El primer programa fue emitido en enero de 1982, con el título "Dimensión 8000" y desde entonces sus cámaras no han dejado de grabar. Según la información disponible en la página oficial, es el único programa de televisión que ha filmado las 14 cimas de más de 8.000 metros que existen en el planeta, además de los tres polos (el Polo Norte, el Polo Sur y el Everest). Muchos de sus documentales han sido emitidos en televisiones de otros países, como la BBC, National Geographic y en otras cadenas de televisión de China, Estados Unidos y Latinoamérica.
Durante el rodaje de algunos de los documentales se produjeron accidentes graves que tuvieron una gran repercusión mediática en España y que provocó que desde ciertos medios de comunicación se elevasen algunas críticas a pesar de que mayoritariamente las críticas televisivas han sido favorables. Dentro del equipo de "Al filo", formado por unos 1000 colaboradores, hay que destacar a Juanito Oiarzabal, Alberto Iñurrategi e Iván Vallejo que han conseguido coronar los catorce ochomiles. Juanito Oiarzabal tiene en su palmarés 23 ochomiles, una marca que no ha sido batida por el momento. También cabe destacar a Edurne Pasaban, primera mujer en conseguir ascender a los catorce ochomiles; y a Francisco Gan, que se encuentra entre las catorce personas que han conseguido alcanzar los "tres polos" de la Tierra.
Los reportajes de este programa también han inspirado el motivo gráfico de varios sellos postales de la Sociedad Estatal Correos y Telégrafos y han sido galardonados con diversos premios.

## Hitos destacables

### Los 14 ochomiles

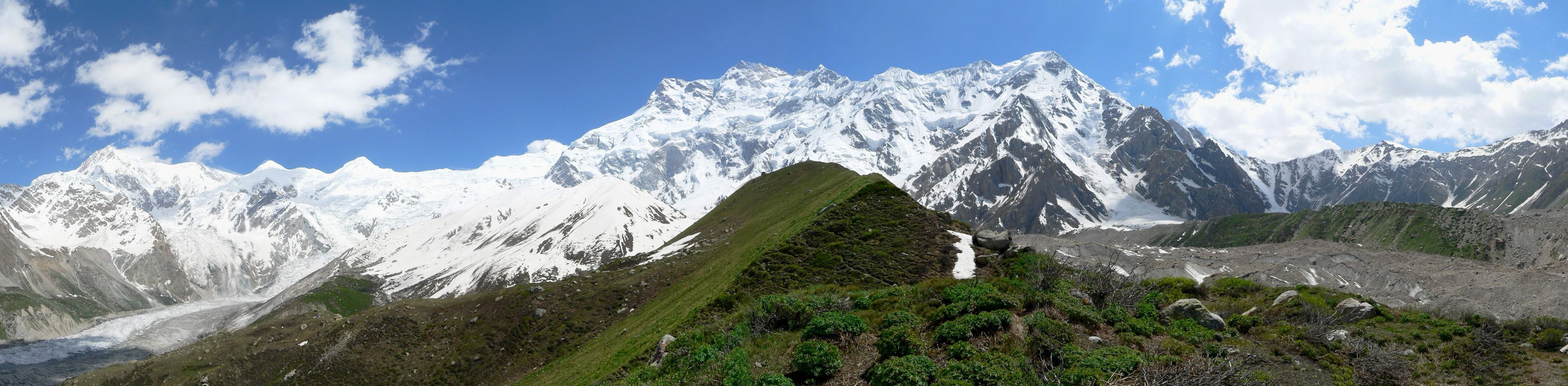
Vista panorámica del Nanga Parbat, también conocido en inglés como "Killer Mountain" o "Montaña Asesina".

A pesar de que en lo referente al deporte de escalada se consideran popularmente como hitos más espectaculares los ascensos a cimas de más de 8.000 metros, esto no significa necesariamente que estas montañas sean las de mayor dificultad técnica. Si bien está comprobado científicamente que la altura calculada a partir del nivel del mar tiene una influencia directa sobre el rendimiento del cuerpo humano, debido entre otros factores a las diferencias en la presión atmosférica y la concentración de oxígeno presente en el aire a distintas alturas, esta no es la única dificultad. Otros factores como el desnivel total respecto a la base de la montaña (que no tiene por qué coincidir con el nivel del mar), la forma de la cumbre (redondeada o piramidal), la existencia de rutas probadas anteriormente o la posibilidad de contratar un buen equipo de porteadores (sherpas por ejemplo), tienen también un peso alto en la dificultad de una montaña. Este último punto es especialmente relevante si es imprescindible que el equipo filme la escalada hasta la misma cumbre que es lo habitual en "Al filo". Transportar cámaras de televisión hasta la misma cima de la montaña implica un amplio despliegue de recursos humanos y el desplazamiento de grandes cantidades de material a menudo con helicópteros hasta el campo base y por medio de "porteadores" hasta lo más arriba que se pueda. Dependiendo de la posición geográfica y las características técnicas de la montaña, esto supone en sí mismo una gran dificultad añadida que no está necesariamente relacionada con la altura total del pico.

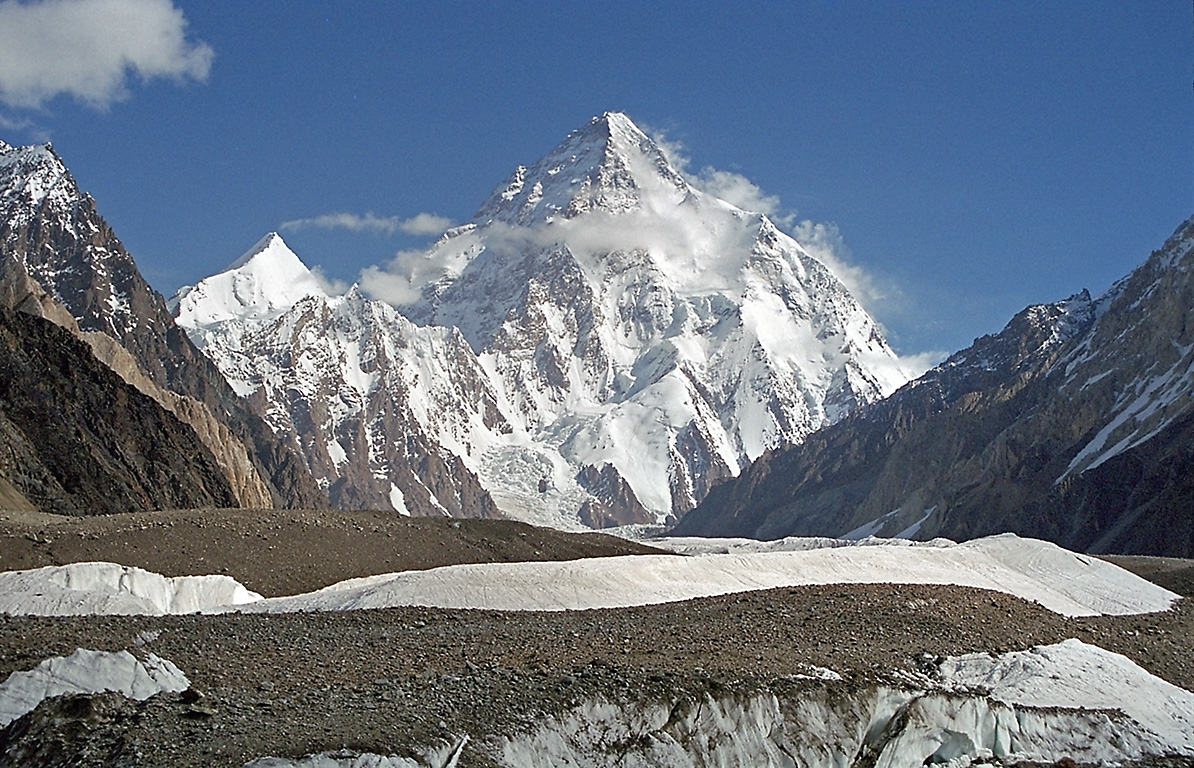
El K2, la segunda montaña más alta del mundo tras el Everest. Durante su escalada el equipo surfrió varias bajas.

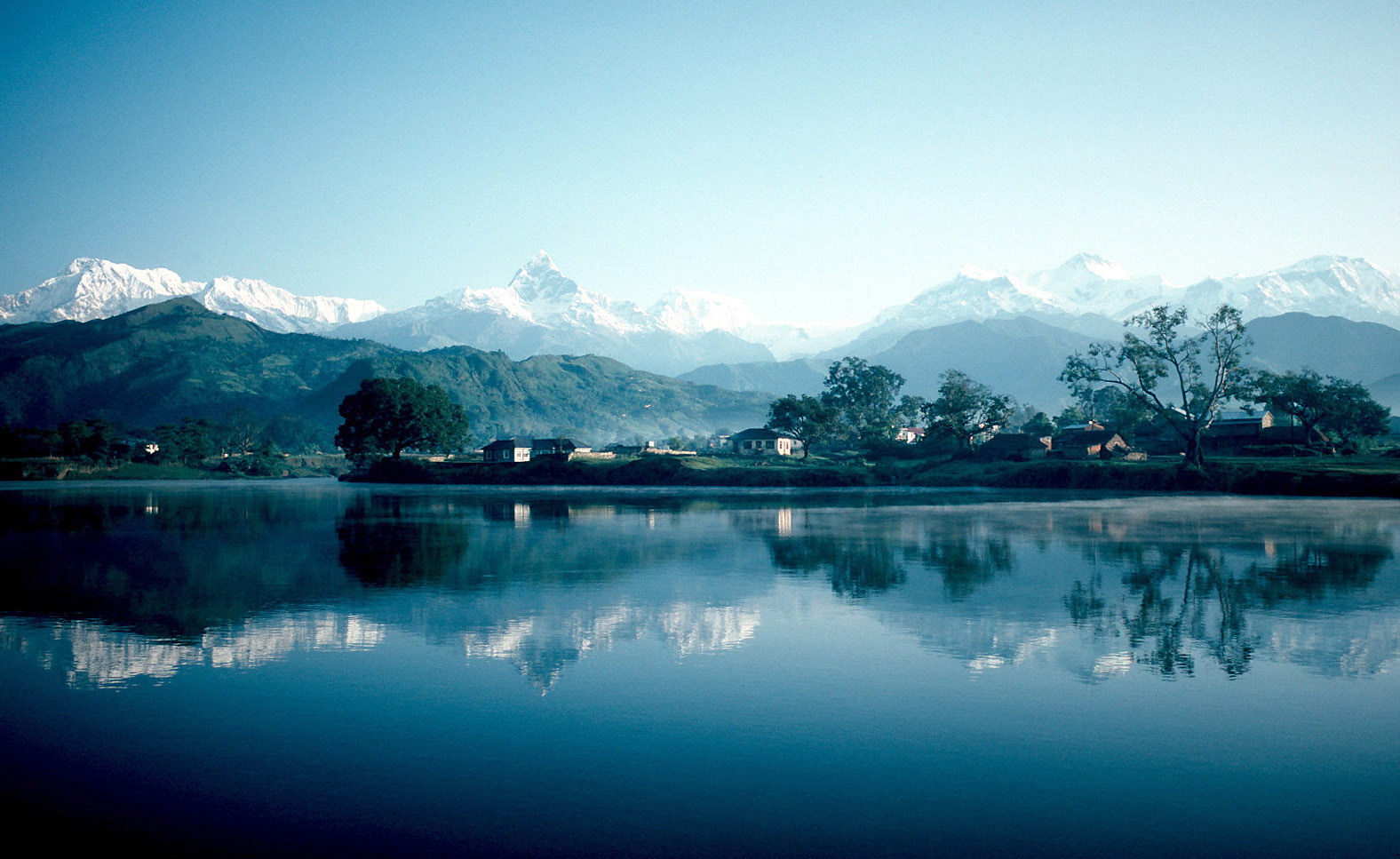
Vista panorámica del lago Pokhara con el Annapurna al fondo. La cima nevada en segunda posición contando por la izquierda es el Annapurna I.

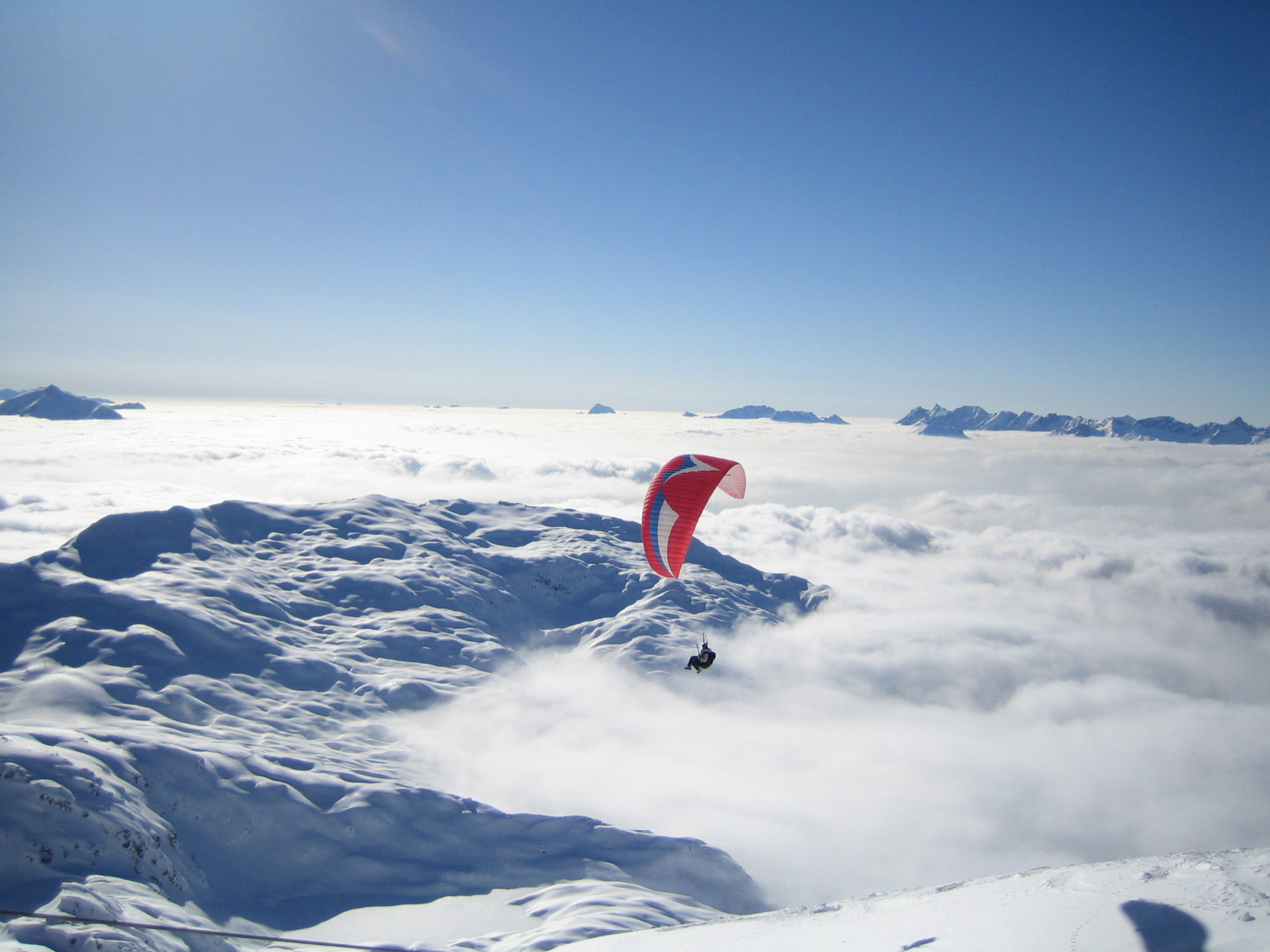
Salto en parapente por encima de las nubes.

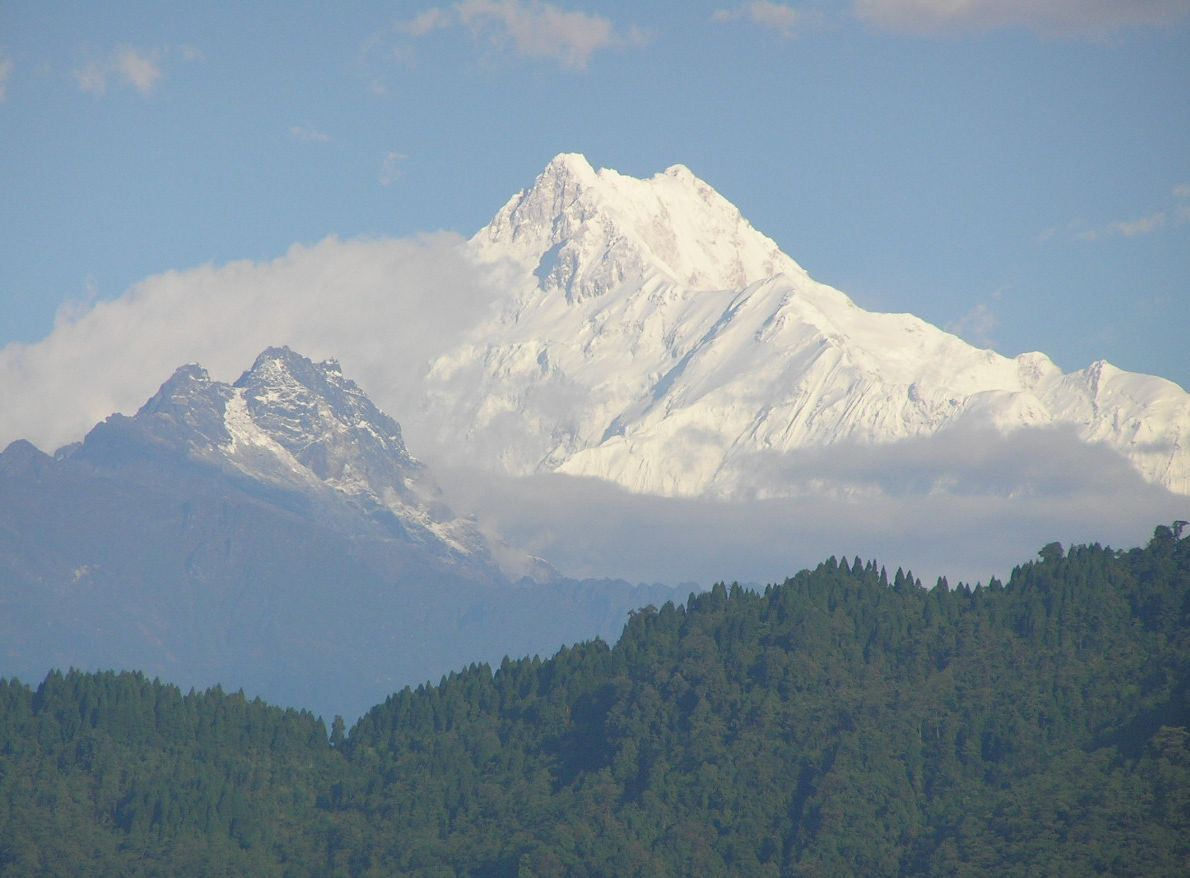
Cima del Kangchenjunga. La forma piramidal de la cumbre provoca que sea especialmente difícil escalarla.

| Montaña       | Altura (m s. n. m.) | Fecha de alcance de la cima | Integrantes del equipo |
| ------------- | ------------------- | --------------------------- | --- |
| Everest       | 8.848               | 23 de mayo de 2001          | Juanito Oiarzabal y Juan Vallejo. Josu Bereciartua, Ferran Latorre y Juanjo Garra se retiran sin alcanzar la cumbre.                   |
| K2            | 8.611               | 26 de julio de 2004         | Juanito Oiarzabal, Juan Vallejo, Ferrán Latorre, Mikel Zabalza y Edurne Pasabán                                                        |
| Kangchenjunga | 8.586               | 6 de mayo de 1996           | Félix Iñurrategi, Alberto Iñurrategi y Juanito Oiarzábal                                                                               |
| Lhotse        | 8.516               | 23 de mayo de 2001          | Oscar Cadiach y Alberto Zerain. Eloi Callado y José María Onate se retiran sin alcanzar la cumbre.                                     |
| Makalu        | 8.463               | 16 de mayo de 2002          | Carlos Pauner, Edurne Pasaban, Silvio Mondinelli y Mario Merelli                                                                       |
| Cho Oyu       | 8.201               | 5 de octubre de 2003        | Juanito Oiarzabal. |
| Dhaulagiri    | 8.172               | 25 de abril de 1998         | Alberto Iñurrategi y Félix Iñurrategi.                                                                                                 |
| Manaslu       | 8.163               | 25 de abril de 2000         | Alberto Iñurrategi, Félix Iñurrategi y Pepe Garces.                                                                                    |
| Nanga Parbat  | 8.125               | 21 de julio de 2005         | Edurne Pasabán, Esther Sabadell, Marianne Chapuisat, Silvio Mondinelli e Iván Vallejo                                                  |
| Annapurna I   | 8.091               | 29 de abril de 1999         | Juanito Oiarzabal, Ion Armentia (no logró la cima), Juan Vallejo y Ferrán Latorre                                                      |
| Hidden Peak   | 8.068               | 26 de julio de 2003         | Juanito Oiarzabal, Edurne Pasabán, Marianne Chapuisat, José Ramón Aguirre (no alcanzó la cumbre) y Josu Bereciartúa                    |
| Broad Peak    | 8.051               | 20 de julio de 2007         | Esther Sabadell, Juanjo Garra y Valentí Giró.                                                                                          |
| Gasherbrum II | 8.035               | 19 de julio de 2003         | Juanito Oiarzabal, Edurne Pasabán, Marianne Chapuisat, José Ramón Aguirre (bajó en parapente desde 7500m de altura) y Josu Bereciartúa |
| Shisha Pangma | 8.027               | 10 de octubre de 2004       | Iván Vallejo y Santiago Sagaste. |

### Otros hitos de alpinismo (picos de menos de 8000 metros)

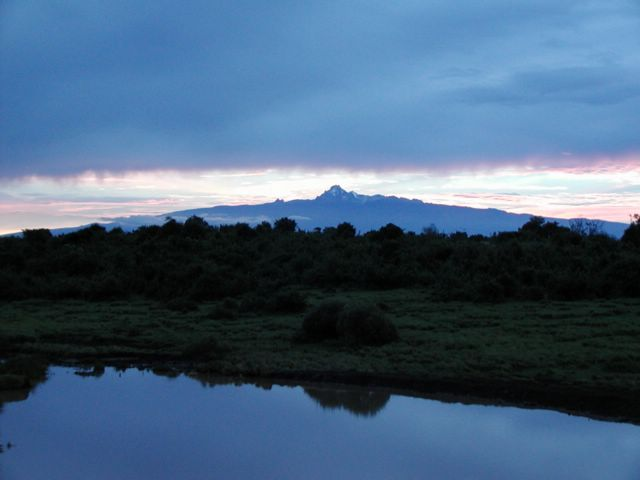
Puesta del sol sobre el Monte Kenia.

No son los picos más altos de la Tierra, pero no obstante representan una dificultad técnica y poseen un simbolismo que vale la pena destacar. El reportaje sobre el volcán Kilimanjaro merece una mención especial aunque su dificultad técnica no sea muy elevada. Esta montaña se yergue completamente aislada en medio de una llanura lo que le confiere una belleza especial. Hay muy pocas montañas altas en el mundo que se encuentren aisladas, la mayoría forman parte de algún macizo o cordillera, lo que dificulta visualizarlas en toda su dimensión.
- Escalada del Aconcagua, 6.962 m, la montaña más alta de América.
- Escalada del Kilimanjaro, 5.895 m, la montaña más alta de África.
- Escalada glaciar del corredor del Diamante en el Monte Kenia, la segunda montaña más alta de África tras el Kilimanjaro.
- Ascensión invernal del Monte Elbrus que con una altura de 5.642 m es la montaña más alta de Europa.

### Exploración

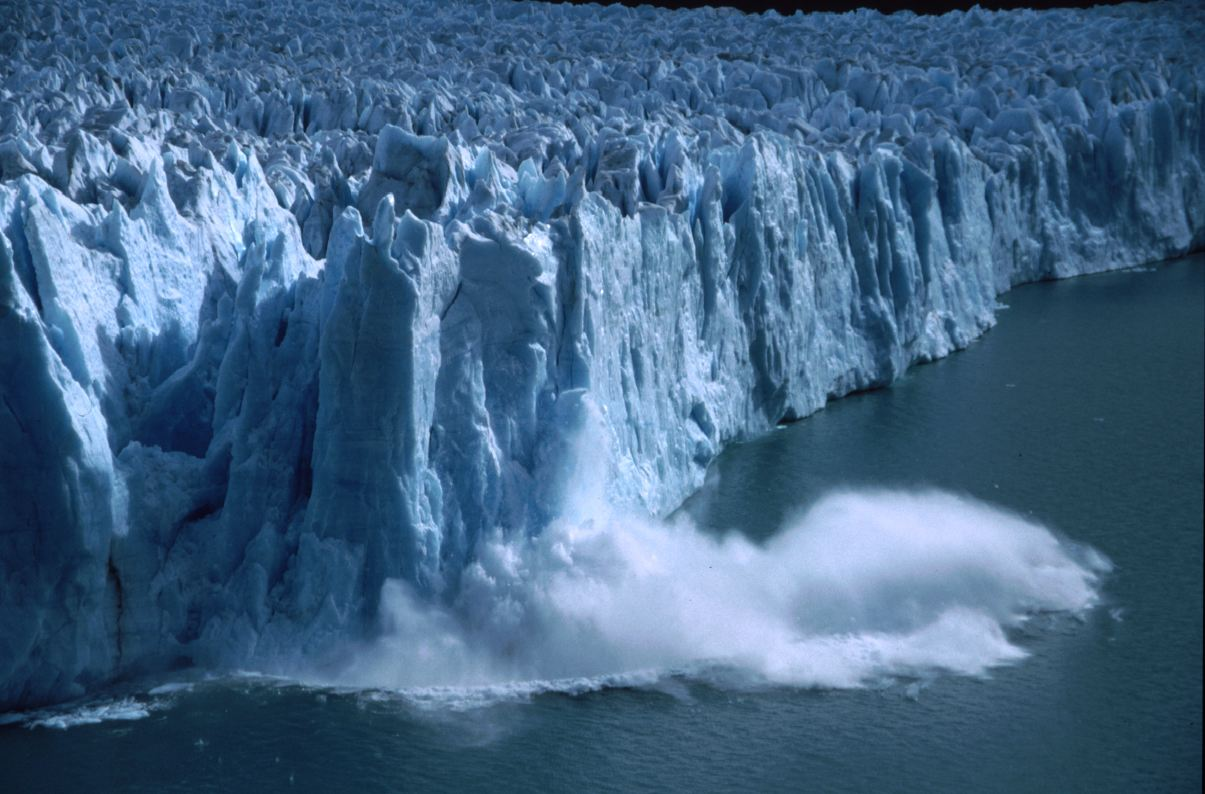
Vista de un desprendimiento del glaciar Perito Moreno en el Campo de Hielo Patagónico Sur.

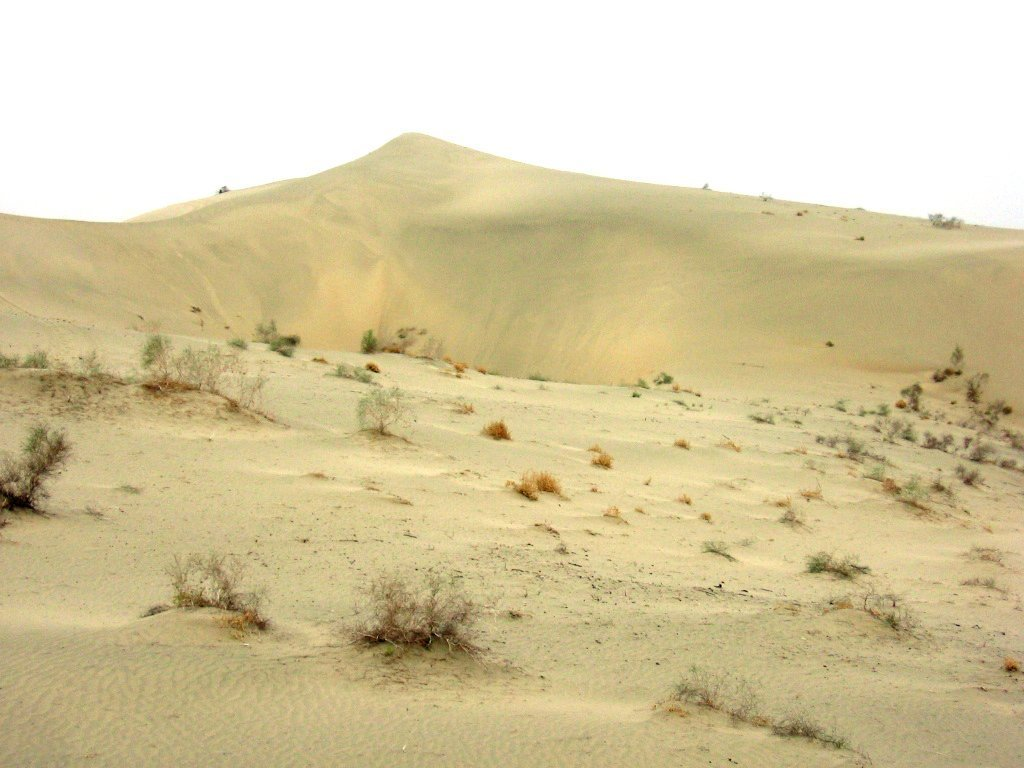
Desierto de Taklamakan.

El equipo de Al filo ha realizado varias expediciones a lugares poco conocidos de la Tierra, especialmente a los polos y a otras zonas glaciares. Para lograr la travesía polar de la Antártida diseñaron un vehículo al que llamaron "catamarán polar" propulsado por la fuerza del aire y, por lo tanto, de forma "ecológica", por medio de cometas. En 63 días el equipo consiguió completar una ruta de unos 5000 kilómetros de la Antártida Oriental, superando el récord establecido por el aventurero Borge Ousland, que avanzó con esquíes y cometas 2800 kilómetros en 64 días. También consiguieron grabar las primeras imágenes televisivas del Reino de Mustang, un pequeño reino del Himalaya que no era apenas conocido hasta entonces. A pesar de que la especialidad del programa son las zonas glaciares, también se han realizado reportajes en zonas desérticas como el Sahara o el desierto de Taklamakán.
- Primera travesía integral de la Historia del Campo de Hielo Patagónico Sur.
- Travesía al polo norte magnético en la costa ártica de Canadá.
- Grabación de imágenes en el reino himalayo de Mustang por primera vez en la Historia.
- Varias travesías en la cordillera del Himalaya.
- Recorrer 5.000 km en una travesía polar por la Antártida desconocida e inexplorada con un catamarán movido por cometas.
- Primera expedición española en alcanzar andando el Polo Norte Geográfico.
- Travesía del desierto de Taklamakan
- Vuelta al mundo en motocicleta siguiendo la Ruta de la Seda.

### Espeleología y submarinismo
En lo que respecta al submarinismo habría que destacar las contribuciones del programa a la filmación y recuperación de la historia de barcos hundidos en diferentes lugares del planeta, por ejemplo, el "Cavour", un barco italiano hundido en aguas de Tarragona por un submarino alemán en 1917 durante la Primera Guerra Mundial y el "Republic", hundido en la bahía de Nueva York en 1865 junto a su cargamento de monedas de oro.
- Primeras exploraciones de cuevas sumergidas en los cenotes de Yucatán, México.
- Recorrer 120 kilómetros del cañón Yarlung Tsangpó en el Tíbet.
- Espeleobuceo en el túnel lávico de la Atlántida, en las Islas Canarias donde se batió el récord del mundo de distancia
- Exploración de pecios en Scapa Flow (Escocia), la bahía de Nueva York y en La Ametlla de Mar (Tarragona).

### Aguas bravas

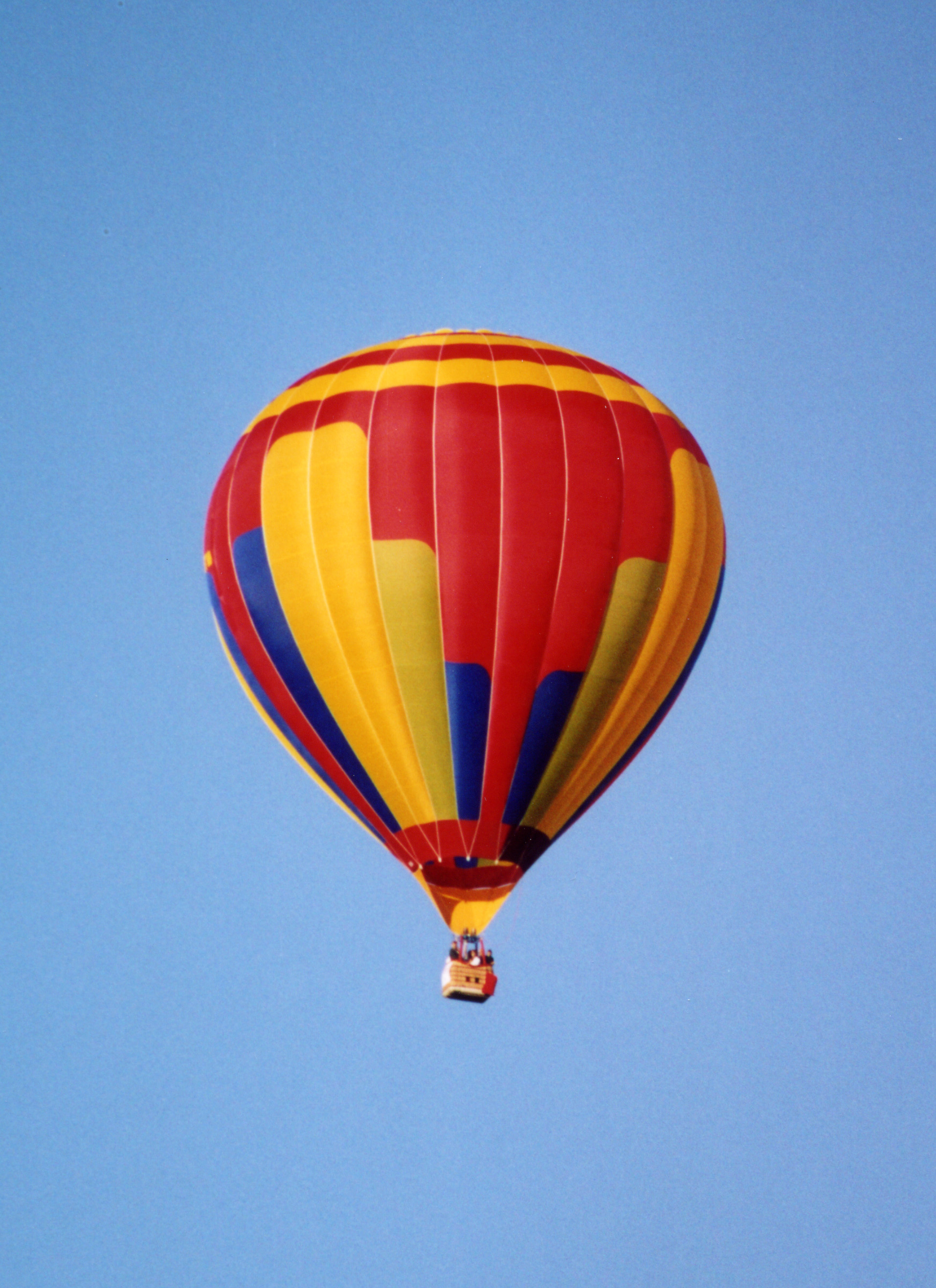
Globo aerostático volando. La altura que alcanza el globo se puede regular calentando el aire: cuanto más caliente esté, más asciende el globo por la diferencia de densidad respecto al aire frío que lo envuelve, tal y como prevé el Principio de Arquímedes.

El equipo de piragüismo y rafting de Al filo ha descendido por algunos de los ríos considerados más "bravos", entre los que destacan los de Nueva Zelanda.
- Descenso del río Biobío en Chile. El tramo de aguas bravas que se grabó en uno de los documentales actualmente ya no existe debido a la construcción de una presa.
- Descenso de ríos de aguas bravas en Nueva Zelanda.
- Descenso de los ríos más fuertes de la cordillera del Atlas en Marruecos.
- Descenso de tramos de aguas bravas en el Nilo.

### Saltos y aeronáutica
El programa dispone de un equipo especializado en el manejo de globos aerostáticos que ha logrado alcanzar alturas de 12.000 m, así como varios especialistas de salto en parapente.
- Vuelo en parapente desde 6.000 metros en el Aconcagua.
- Cruce de los Andes en globo aerostático.
- Salto desde la aguja del Ahaggar, en el desierto del Sahara.
- Vuelo en ala delta desde 7000 metros en el Chogolisa.
- Récord del mundo de distancia triangular en paramotor.
- Cruce en paramotor del estrecho de Yucatán, desde la costa cubana hasta México.

## Contribuciones científicas
"Al filo" ha contribuido al estudio de los fondos marinos para establecer las dimensiones y grosor de la capa de hielo de hace 15 mil años en las islas Svalbard de Noruega con el objetivo de mejorar el conocimiento sobre la historia climática de la Tierra. Este estudio, llamado proyecto SVAIS, se realizó en colaboración con la Universidad de Barcelona y la Universidad de Salamanca a bordo del buque oceanográfico Hespérides y consistió en cartografiar y extraer sedimentos del fondo marino del Ártico para tratar de reconstruir la evolución histórica del mismo. El Ártico es considerado uno de los lugares más sensibles del planeta por lo que es un objeto de estudio preferente para evaluar las consecuencias del cambio climático.
Asimismo se han realizado investigaciones sobre el deterioro cognitivo en altura en colaboración con el Grupo Militar de Alta Montaña y Operaciones Especiales de Jaca, que permiten explicar algunas de las dolencias que se producen cuando el ser humano se enfrenta a las condiciones propias de las grandes alturas. Este deterioro también podría tener un efecto neuronal que podría contribuir a explicar por qué algunos alpinistas muy veteranos han sufrido accidentes difíciles de justificar al ascender a cumbres muy elevadas pese a su buena preparación y su experiencia.
Por último hay que mencionar que las exploraciones de pecios que ha llevado a cabo el programa han permitido reconstruir porciones de la historia de algunas batallas, examinando los desperfectos causados por proyectiles en barcos hundidos.

## Muertes y heridos graves
Durante el rodaje de algunos de los documentales de "Al filo" se produjeron accidentes graves que en ciertas ocasiones se saldaron con la muerte de varios colaboradores del equipo. Hay que resaltar los accidentes que se produjeron durante la expedición al K-2, una de las montañas más difíciles de escalar y considerada la "bestia negra" del programa. Mereciendo todas las muertes el mismo respeto, hay que destacar no obstante las circunstancias del fallecimiento de Atxo Apellániz, cuyas últimas palabras pidiendo ayuda al campamento base a través de su walkie-talkie fueron retransmitidas por muchos medios de comunicación en España, como por ejemplo Radio Nacional de España y el diario El País. También hay que destacar que su compañero Juan José San Sebastián (Juanjo) logró alcanzarlo y llevarlo al campamento base, pero no fue posible salvarle la vida. Esta proeza le costó a Juanjo ocho dedos de las manos que le fueron amputados por congelación. La retransmisión de las últimas palabras de Atxo no estuvo exenta de críticas debido al dramatismo mediático que impregnó la lluvia de declaraciones por parte de los medios de comunicación.
- Edurne Pasabán: sufre la amputación de falanges en dos dedos de los pies por congelación tras lograr la cima del K-2 en 2004.
- Javier Iturriaga Arrabal: falleció durante el descenso de cañones en la isla caribeña de Guadalupe en 2003.
- Félix Iñurrategi: hermano de Alberto Iñurrategi (que ha conseguido los 14 ochomiles), murió durante el descenso del G-II en el año 2000 al romperse la cuerda que lo sujetaba, habiendo conseguido completar 12 ochomiles.
- Manuel Álvarez: teniente de la Escuela Militar de Alta Montaña de Jaca, falleció en 1996 durante el ascenso al Gasherbrum II tras lesionarse gravemente la espalda.
- Juanito Oiarzabal: sufrió la amputación de los diez dedos de los pies tras ascender al K-2 en 2004.
- Atxo Apellániz: muere por agotamiento en agosto de 1994, tras sufrir una avalancha y perder los guantes durante el descenso del K-2 tras coronar la cumbre.
- Juan José San Sebastián (Juanjo): sufre la amputación de ocho dedos de las manos por congelación tras coronar el K-2 en agosto de 1994 y tratar en vano de salvar la vida a su compañero Atxo Apellániz arrastrándolo hasta el campamento base.
- Antonio Miranda: pierde la vida en 1993 descendiendo del Everest tras tropezar por accidente y caer al vacío.
- José Omar Fernández Orellana: pierde la vida en 2012 descendiendo el Everest tras resbalar en el hielo.

## Premios
El programa ha obtenido numerosos galardones a lo largo de sus más de 25 años de actividad. Por motivos de espacio y comodidad de lectura sólo se lista una selección de los mismos.
- Medalla de bronce en el Festival Internacional de Nueva York en 2008.
- Medalla de oro en el WorldMedia Festival 2008 en la categoría "Deportes y actividades". celebrado en Hamburgo, Alemania.
- Premio a la Mejor Producción de Televisión 2006. Festival de Cine Deportivo de Santander.
- Premio Nacional a las Artes y las Ciencias Aplicadas al Deporte 2005, para Sebastián Álvaro, galardón concedido por el Consejo Superior de Deportes (España)
- Premio ATV 2005
- Premio Zapping 2003
- Placa de Plata de la Real Orden del Mérito Deportivo en 2003
- Mejor programa documental VI Festival de Cine de Palma de Mallorca en 2003
- Premio ATV 2002
- Premio Ondas 2000
- Premio ATV 1999
- Premio Ondas 1995
- Medalla de plata en el Festival Internacional de Televisión de Nueva York, en 1994.
- TP de Oro ex aequo al mejor documental en 1992.

## Críticas al programa
El programa "Al filo de lo imposible" no sólo ha recibido premios; también ha sido criticado, especialmente por su obsesión por conquistar ochomiles, lo cual ha provocado que desde algunos medios de comunicación se cuestionase la utilidad de tales conquistas. Otro de los aspectos más criticados del programa es su visión excesivamente romántica del alpinismo, a la que a menudo se califica como "anclada entre los siglos XVIII y XIX" y que impide que el programa utilice todos los medios técnicos que están a su alcance para facilitar la escalada, como por ejemplo botellas de oxígeno.
El programa declaró al diario "El País" en el 2003 que el Everest se estaba convirtiendo en un "circo de feria" que estaba siendo "profanado" por "expediciones comerciales equipadas con botellas de oxígeno". Este punto ha generado controversia, especialmente teniendo en cuenta los accidentes que se han producido en algunas expediciones de "Al filo". No obstante, aunque la relación entre la falta de oxígeno en la alta montaña y su efecto sobre el funcionamiento del cerebro humano es conocida, no es posible establecer una relación directa causa-efecto entre los accidentes que se produjeron y la decisión de no utilizar botellas de oxígeno. Asimismo, otro de los aspectos más criticados del programa, es el "dramatismo espectacular" que ha impregnado alguno de sus documentales, especialmente el que recoge las últimas palabras de Atxo Apellániz y las circunstancias que rodearon su muerte.

## Reivindicaciones del programa y respuesta a las críticas
"Nuestro empeño es demostrar que el alpinismo es algo más que deporte. Que tiene que ver con la visión científica e ilustrada que movió a los primeros conquistadores (británicos, suizos, franceses...)". El reportero recuerda la máxima de uno de ellos, George Mallory: "Luchar y comprender, nunca lo uno sin lo otro. Ésa es la ley".
 Sebastián Álvaro, entrevista en El País, 1 de junio de 2003.

El programa "Al filo", a través de su director Sebastián Álvaro, ha defendido en numerosas ocasiones que seguirá filmando rutas difíciles en el Himalaya, sin gente, sin hacer uso de botellas... Por encima de las críticas que puedan existir respecto a determinadas políticas del programa, defiende la necesidad de recuperar el espíritu de los aventureros románticos.
El director del programa asegura que, pese a la popularidad de los documentales, cada vez es más difícil conseguir la financiación necesaria para producirlos, a pesar de que "Al filo" es uno de los programas más rentables de RTVE, ya que cada capítulo se emite entre once y doce veces en sus diversos canales, como La2, Canal Internacional de TVE o Canal 24 Horas. Concretamente critica el modelo de televisión pública "pequeñita" que en su opinión llevará a que los documentales de calidad solo se puedan ver en "cadenas de pago". Según este punto de vista, programas como "Al filo" son los que justifican la existencia de cadenas de televisión públicas. Varios miembros del equipo del programa también han criticado en numerosas ocasiones la mercantilización de los ochomiles y, muy especialmente, la existencia de expediciones organizadas con un fin fundamentalmente turístico, sobre todo al Everest, la más solicitada por ser la más alta, aunque no sea ni la más bonita ni la más difícil según Sebastián Álvaro . En estas expediciones es habitual utilizar botellas de oxígeno para facilitar el ascenso a la cumbre, opción que "Al filo" rechaza de plano.

...creo que intentar escalar el Everest no es el mayor logro que uno puede tener en la vida, porque precisamente esa montaña ha perdido toda su identidad, todo su romanticismo y toda su credibilidad. Por lo tanto, es una montaña totalmente vulnerable y que está rodeada de un auténtico circo.
 Juanito Oiarzabal, entrevista digital en El País, 1 de junio de 2003.